# Бураков, Сергей Дмитриевич
Сергей Дмитриевич Бураков (род. 31 августа 1970) ― российский военнослужащий, генерал-лейтенант (2023). Герой Российской Федерации (2022).

## Биография
Родился 31 августа 1970 года в городе Баку Азербайджанская ССР. В 1995 году принимал участие в Первой чеченской войне, где был награждён орденом Мужества.
Принимал участие во вторжении России на Украину.
Указом президента Российской Федерации от 2022 года генерал-майору Буракову было присвоено звание Герой Российской Федерации.
Медаль «Золотая Звезда» была вручена 26 сентября 2022 года генералом армии Виктором Золотовым в городе Санкт-Петербург.

## Санкции
18 декабря 2023 года, из-за российского нападения на Украину, попал под санкции стран Евросоюза так как он «принимал участие в агрессии против Украины, в том числе в захвате Чернобыльской АЭС».

## Награды и премии
- Орден Мужества (1995)
- Медаль ордена «За заслуги перед Отечеством» I и II степени
- Медаль «За отвагу» (2001)
- Герой Российской Федерации (2022) за мужество и героизм, проявленные при исполнении служебного долга